# Ischnojoppa diversapex
Ischnojoppa diversapex är en stekelart som beskrevs av Heinrich 1967. Ischnojoppa diversapex ingår i släktet Ischnojoppa och familjen brokparasitsteklar. Inga underarter finns listade i Catalogue of Life.